# Monty Arnold

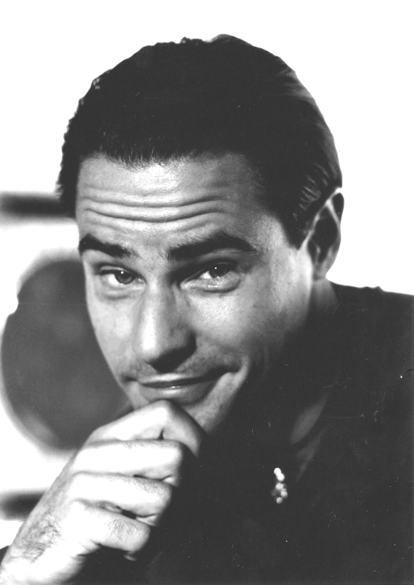
Monty Arnold (2002)

Montgomery „Monty“ Arnold (* 26. Juni 1967 in Mönchengladbach) ist ein deutscher Schauspieler, Komiker, Synchron- und
Hörspielsprecher.

## Beruflicher Werdegang
Montgomery Arnold zog im Alter von 5 Jahren mit seinen Eltern ins Saarland und stand dort mit 17 Jahren erstmals im Karneval auf der Bühne. Später trat er bei diversen kabarettistischen Abenden in einem Jazzkeller in Saarbrücken auf und traf auf Hanns Dieter Hüsch beim Saarländischen Rundfunk, wo er als Kabarettist tätig war. Er zog dann nach Hamburg und hatte einige Engagements in der dortigen Kabarett-Szene. So kam er auch zum Quatsch Comedy Club. Er wurde durch die Serie Comedy Factory und den Quatsch Comedy Club bekannt und war in deutschen Film- und Fernsehproduktionen zu sehen, darunter in der Filmkomödie Der bewegte Mann nach dem gleichnamigen Comic von Ralf König. Bei seinen humoristischen Off-camera-Kommentaren bei Upps! – Die Pannenshow auf Super RTL lehnte er seine Sprechweise an die Sprache und den Wortwitz von Hanns Dieter Hüsch in der Sendereihe Väter der Klamotte an.
Als Synchronsprecher ist Montgomery Arnold unter anderem seit 1997 die deutsche Stimme von Tinky-Winky von den Teletubbies. Er sprach außerdem die Rolle des Privatdetektivs Tony Tough im gleichnamigen Adventure-Spiel und die Rolle des Rufus in der Adventure-Reihe Deponia. Seit dem 1. November 2008 ist er in der LGBT-Animationsserie Rick & Steve der Synchronsprecher des Rick. Bei der Hörspielreihe Kommissar Dobranski gehörte Montgomery Arnold zu den Stammsprechern.
Montgomery Arnold zog sich im Jahr 2000 von Kabarett und Comedy zurück. Seit 2003 ist er als Dozent für Musicalgeschichte tätig; außerdem lehrt er Sprecherziehung. Erfahrungen im Musical-Fach sammelte Arnold 2005 in der Bühnenversion von Die Drei von der Tankstelle am Schlosspark Theater in Berlin, an dem er die Rolle des Hans übernahm, die im Film von Heinz Rühmann verkörpert wurde. 2010 schrieb er das Drehbuch zum Kurzfilm Inside AStA als Imagefilm für den AStA der Universität Hamburg und führte Regie. Er lebt in Hamburg und engagiert sich für Safer Sex, Aufklärung und LGBT-Themen und war unter anderem Moderator auf Christopher-Street-Day-Veranstaltungen.
Seit Juli 2024 unterhält Arnold zusammen mit Schauspieler und Sprecher Torben Sterner den Filmpodcast "Alle 42 Kultfilme". In der ersten Staffel wurden 42 Filme, mal mehr mal weniger populär (u. a. Pulp Fiction, Dark Star, King Kong, Metropolis, Kinder des Olymp), besprochen. Die zweite Staffel ist im Mai 2025 gestartet, das Format selbst läuft seither durchgängig.

## Filmografie (Auswahl)
- 1994: Der bewegte Mann
- 1996 bis 1999: Comedy Factory
- 2001: Ausziehn!
- 2003: Crazy Race
- 2005: Eine Nacht in Wilhelmsburg; nur Drehbuch und Regie (Kurzfilm)

## Sprechrollen (Auswahl)

### Filme
- 1996: Werner – Das muß kesseln!!! als Nobel Schröder
- 1997: Kleines Arschloch als Erwin und Peppi
- 1999: Der Onkel vom Mars für Wayne Knight als Zoot, der verrückte Raumanzug
- 2001: Kommando Störtebeker als Der Tod
- 2001: Freax and the City für Danny Lerner als Max Rosenberg
- 2004: Thunderstruck für Rory Walker als Trevor
- 2008: The Rocker – Voll der (S)Hit für Demetri Martin als Kip
- 2014: Clever & Smart: In geheimer Mission als Rompetechos

### Fernsehserien
- seit 1997: Teletubbies als Tinky-Winky (1997–2001 für Simon Shelton, seit 2015 für Jeremiah Krage)
- 2004: Dragon, der kleine dicke Drache als Dragon
- 2005–2012: Upps! – Die Pannenshow als Off-Sprecher
- 2007: Rick & Steve: The Happiest Gay Couple in All the World als Rick
- 2007–2008: Takeshi’s Castle als Off-Sprecher
- 2008: Storm Hawks als Junko
- 2008–2010: VeggieTales als Mr. Lunt
- 2011: Rekkit Riesenhase als Ronald
- 2014: Seven Deadly Sins als Helbram
- 2017: Crazy Wheels als Off-Sprecher

### Videospiele
- 1997: Oddworld: Abe’s Oddysee für Lorne Lanning für alle Rollen
- 1999: Tony Tough and the Night of Roasted Moths als Tony Tough
- 2000: Baldur’s Gate 2 als Baron Firkraag (Menschliche Gestalt)
- 2000: TKKG: Wer stoppt den Feuerteufel als Phoenix
- 2006: Tony Tough 2 – Der Klugscheißer kehrt zurück als Tony Tough
- 2012: Guild Wars 2 als Professor Gorr
- 2012: Deponia als Rufus, Argus, Cletus und Organon
- 2012: Chaos auf Deponia als Rufus, Argus, Cletus und Organon
- 2013: Goodbye Deponia als Rufus, Argus, Cletus und Organon
- 2015: Dungeons 2 als Erzähler
- 2016: Deponia Doomsday als Rufus, Argus, Cletus und Organon
- 2018: Dungeons 3 als Erzähler
- 2018: Leisure Suit Larry: Wet Dreams Don’t Dry als Tuck A. Shade
- 2021: Die Schlümpfe: Mission Blattpest als Muffi Schlumpf, Kochschlumpf und Gargamel
- 2022: Return to Monkey Island als Scurvydog-Verkäufer
- 2023: Final Fantasy XVI als Ronald, Etienne und andere
- 2023: Starfield als Gel (Alois Alonso, Betreiber 1st von Schrotternich)
- 2023: Dungeons 4 als Erzähler
- 2024: Mindlock – The Apartment als Snowy

### Hörspiele
- 1998: Die drei ???: Die Karten des Bösen (als Daniel Art)
- 2009: Die drei ??? Kids: Gefahr im Gruselgarten (als Professor)
- 2009: Dickie Dick Dickens als Mummie Tobo-Dutch
- 2010: Die drei ??? Kids: Im Reich der Rätsel (als Edmont)

## Hörbücher (Auszug)
- 2006: THiLO: Der rostige Robert und elf zufällige Zufälle, der Hörverlag, ISBN 978-3-89940-707-5
- 2009: Cornelia Funke: Gespensterjäger auf eisiger Spur, der Hörverlag, ISBN 978-3-86717-399-5
- 2016: Paul Maar: Das Sams und die Wunschmaschine und eine weitere Geschichte (gemeinsam mit Santiago Ziesmer), Oetinger Media, ISBN 978-3-8373-0926-3
- 2023: Sylvia Englert, Der kleine Warumwolf, Sauerländer audio, ISBN 978-3-8398-4425-0
- 2024: Abie Longstaff, Der kleine Magier – Die Zauber-Apotheke, Argon Verlag, ISBN 978-3-8398-4315-4
- 2024: Abie Longstaff, Der kleine Magier – Rettung für das Wasserpferd, Argon Verlag, ISBN 978-3-8398-4316-1
- 2024: Abie Longstaff, Der kleine Magier – Der Sternentrank, Argon Verlag, ISBN 978-3-8398-4320-8